# Mithraeum de Sárkeszi
Le mithraeum de Sárkeszi a été découvert dans la commune de Sárkeszi, Comitat de Fejér en Hongrie,.

## Description
Le mithraeum de Sárkeszi est remarquable par sa taille et ses caractéristiques architecturales uniques. Il mesure environ 23 × 10 m et s'ouvre sur un pronaos qui sert d'antichambre au sanctuaire du dieu Mithra. La cella (nef centrale) est flanquée latéralement par deux banquettes larges de 3 m qui s'arrêtent avant le mur du fond sur une abside semi-circulaire qui recevait l'image du culte de Mithra, la tauroctonie. Cette particularité architecturale est une rareté pour ce genre d'édifice.

Des réparations et des agrandissements ont été effectués dans la première moitié du IIIe siècle apr. J.-C. comme en témoignent les fragments d'un maître-autel et des autels votifs de Septimius Valentinus,.
« Tra(n)sit[u D(ei)] / Sep(timius) Va/lenti/nus / opt(io) »
« Au transit de Dieu / Septime Valentinus / optio. »
L'abandon du sanctuaire aurait eu lieu au IVe siècle. Les autels, l'image du culte et divers objets ont été enfoui pour probablement préserver le caractère sacré du lieu.